# Caroline Friederike Friedrich
Caroline Friederike Friedrich (* 4. März 1749 in Friedrichstadt bei Dresden; † 20. Januar 1815 in Dresden) war eine deutsche Blumenstilllebenmalerin und Akademielehrerin. Sie gehörte einer über vier Generationen wirkenden Künstlerfamilie an.

## Leben

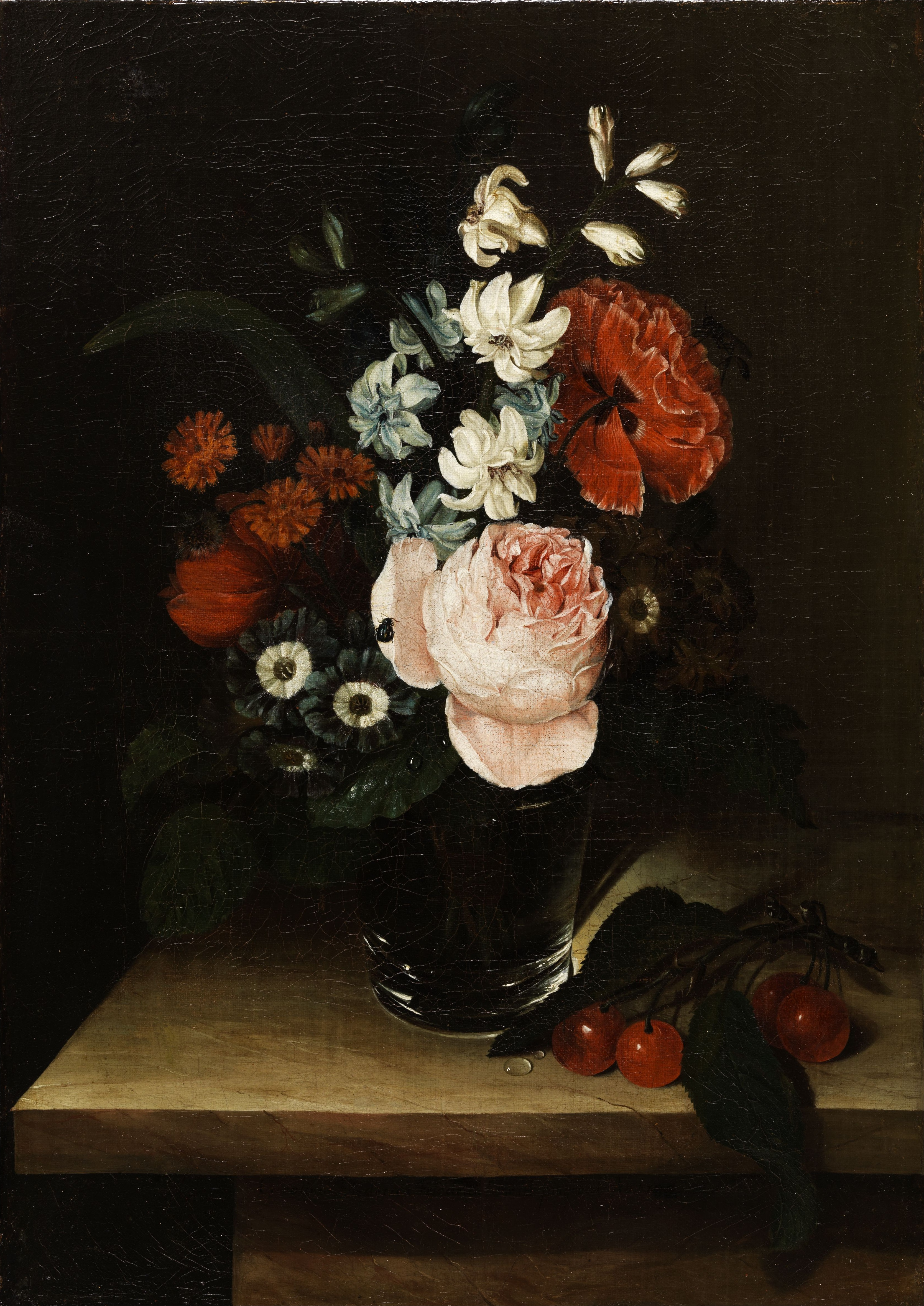
Blumenstillleben, 1782

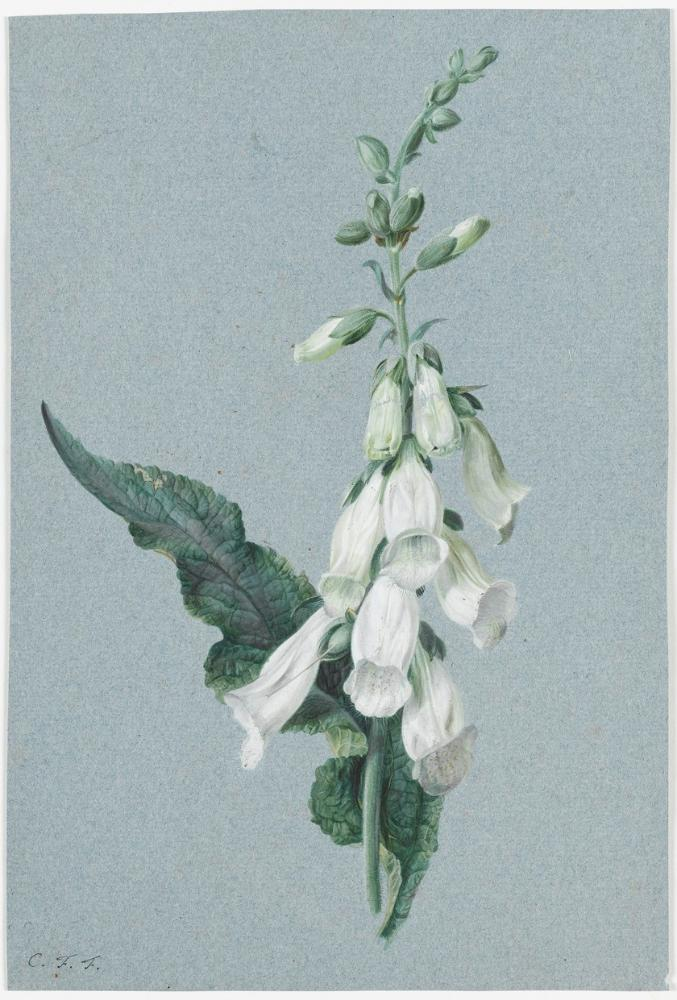
Weißer Fingerhut, 1807

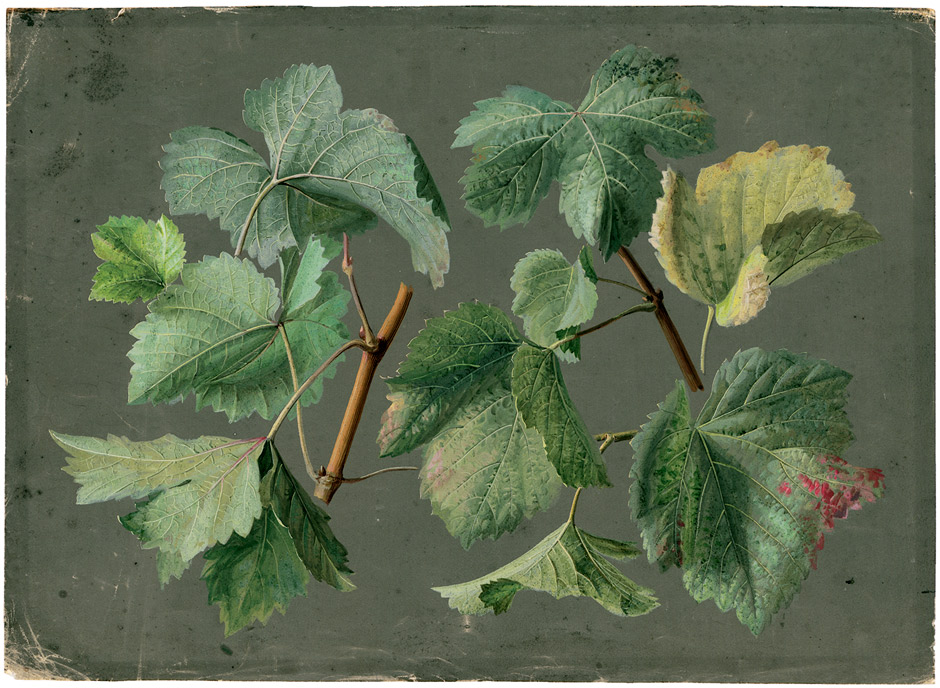
Weinlaubzweige, vor 1815

Sie wurde 1749 in der damals noch selbstständigen Gemeinde Friedrichstadt vor den Toren Dresdens geboren. Die Mutter Johanna Dorothea Günther gebar sechs Kinder, von denen eines früh starb. Carolines Vater war der Radierer David Friedrich Friedrich. Der sächsische Hofmaler Johann Alexander Thiele entdeckte bei dem Großschönauer Kunsthandwerker ein besonderes Talent fürs Malen und förderte es, indem er ihn in Dresden teilweise selbst ausbildete und ihm weitere Lehrer vermittelte. Nach Aneignung der Technik folgte D. Fr. Friedrich den Ratschlägen Thieles und spezialisierte sich auf das Malen von künstlerisch hochwertigen Öltapeten für den Adel und das wohlhabende Bürgertum. Mit der Niederlassung in Friedrichstadt gründete er die eigene Tapetenmanufaktur mit drei angestellten Mitarbeitern. Durch den Siebenjährigen Krieg (1756–1763) und das ihm folgende Notleiden der Bevölkerung verschlechterte sich seine Geschäftsgrundlage und es kam zur Verschuldung. Caroline wurde von ihm im Zeichnen unterwiesen und bei ihrem fünf Jahre älteren Bruder, dem Maler Johann David Alexander Friedrich, erlernte sie die Öl- und Aquarellmalerei. Seit dem Tod des Vaters im Jahr 1766 ernährte die unverheiratet bleibende Caroline dank ihrer Fertigkeiten ihre Mutter und Geschwister.
Nach dem Eigenstudium in der Natur spezialisierte sie sich auf Stillleben, deren Qualität sich auch in akademischen Kreisen herumsprach. Der kunstaffine sächsische Diplomat Christian Ludwig von Hagedorn befürchtete angesichts der darbenden Familie Friedrich eine Vergeudung von Talent, das nicht zuletzt der Stadt Dresden und ihrem Ruf dienlich sein konnte. Daher setzte er sich energisch für Caroline ein, sodass die Kurfürstlich Sächsische Kunstakademie in Dresden ihr ab 1770 ein Stipendium für hoffnungsvolle Kunsttalente mit einer jährlichen Gratifikation von 25 Talern zuerkannte, die 1777 auf 47 und 1783 nochmals auf 78 Taler erhöht wurde. 1774 wurde sie zum Ehrenmitglied der Akademie ernannt, und als Unterlehrerin für Stillleben gab sie dort seit 1783 als einzige Frau Unterricht. Zu ihren besten Schülern gehörten – neben drei weiteren Frauen – auch Caroline Theresia Richter (1777–1865) sowie ihre Neffen, der Blumen- und Miniaturenmaler Carl Jacob Benjamin Friedrich (1787–1840) und Johann Heinrich August Friedrich (1789–1843). Letzterer erlangte später auch in den östlichen Nachbarländern künstlerische Anerkennung für sein auf Vogeldarstellungen erweitertes Repertoire. Caroline unterrichtete zudem den jungen Gottlob Michael Wentzel im Zeichnen, nachdem dieser die Zeichenklasse der Akademie besucht hatte. Dabei vermittelte sie ihm elementare Kenntnisse und gab wichtige Anregungen zur Blumenmalerei, deren Umsetzungen ihm in der Kunstgeschichte den Namen „Blumen-Wentzel“ einbringen sollten. Zeitweilig lebte die Künstlerin in Hausgenossenschaft mit dem befreundeten Maler und späteren Direktor der Kunstakademie Johann Eleazar Zeissig, genannt Schenau. Ab 1776 beteiligte sie sich regelmäßig an den Akademieausstellungen, zu denen sie ausschließlich Stillleben entsandte. In ihren organischen Arrangements in Öl und auch in der Gouache-Technik kombinierte sie vorzugsweise Blumen, Früchte, Insekten sowie Nahrungsmittel, deren Meisterschaft zeitgenössische Kunstkritiker zu Vergleichen mit dem niederländischen Stillleben-Maler Jan van Huysum animierten. Im Gegensatz zu den eher sachlicheren Pflanzendarstellungen ihres Bruders Jacob entfalten sich Carolines Tempera-Pinselzeichnungen auf Tonpapier prachtvoller und farbenfreudiger, was den Herzog Franz Friedrich Anton von Sachsen-Coburg-Saalfeld zum Kauf von dreißig ihrer Blätter bewog.  Auch ihre Förderin, die Prinzessin Henriette Amalie von Anhalt-Dessau, jüngste Tochter des Alten Dessauers, kaufte ihr mehrere Stücke ab. Diese wurden um 1900 der Gemäldegalerie des Amalienstifts Dessau einverleibt. Zahlreiche ihrer Arbeiten bleiben aber bis heute verschollen, so auch ihr Gemälde Allegorie auf den Weltfrieden mit der eingestickten Devise „Pax universalis 1800“, welches das Friedensjahr 1800 symbolisierte und in der Öffentlichkeit große Aufmerksamkeit errang – ihr vermutlich einziges Werk außerhalb der Stillleben-Gattung. Gemälde von ihrer Hand kamen später in die Sammlungen von König Friedrich August II. von Sachsen. Zu Beginn des 19. Jahrhunderts nahm man einige ihrer Bilder in die Kataloge der Dresdner Galerie auf. Heute bewahrt das Kupferstichkabinett Dresden eine beachtliche Zahl Zeichnungen, Aquarelle und Gouachen auf.
Caroline Friederike Friedrich starb am 20. Januar 1815 im Haus des bereits 1806 gestorbenen Malers Zeiss auf der Kreuzgasse in Dresden als berühmtestes Mitglied ihrer über vier Generationen tätigen Künstlerfamilie.